# 郭俊佑 (1999年)
郭俊佑（1999年5月8日—），是台灣青棒投手。目前為屏東縣美和中學棒球隊隊員。

## 基本資料
- 出生日期：1999年5月8日
- 身高體重：170公分　57公斤
- 投打習慣：右投右打
- 守備位置：投手

## 經歷
- 屏東縣光華國小少棒隊
- 屏東縣光春國中青少棒隊
- 屏東縣美和中學青棒隊

## 個人年表
- 2011年 -- 九十九學年度國小棒球聯賽（軟式組）光華國小少棒隊
- 2012年 -- 第二屆仁義盃青少棒邀請賽光春國中青少棒隊
- 2012年 -- 一百學年度國中棒球聯賽（硬式組）光春國中青少棒隊
- 2013年 -- 一百零一學年度國中棒球聯賽（硬式組）光春國中青少棒隊
- 2014年 -- 一百零二學年度國中棒球聯賽（硬式組）光春國中青少棒隊
- 2014年 -- 一百零三學年度高中棒球聯賽（鋁棒組）美和中學青棒隊
- 2015年 -- 第一屆螺絲盃全國青棒邀請賽美和中學青棒隊